# Yalı di Ahmed Afif Pascià
Lo Yalı di Ahmed Afif Pascià, anche chiamato Yalı di Muhayyeş o Yalı di Kemal Uzan, è uno Yalı costruito tra il 1900 e il 1910 situato sul lato europeo del Bosforo, tra Istinye e Yeniköy, a Istanbul.
Si tratta di un edificio bianco di stile eclettico, simmetrico e a 4 piani, diverso dai classici Yalı del Bosforo. Il palazzo, che ha quattro torri con stili diversi per ogni piano, prende il nome dal suo secondo proprietario Ahmet Afif Pascià. Il suo architetto è Alexandre Vallaury. Dietro il palazzo c'è un boschetto e un edificio chiamato Chiosco di Afif Pascià Mehtabiye, che è stato edificato nel boschetto come parte del complesso.

## Storia
Il palazzo fu costruito all'inizio del XX secolo con un aspetto più semplice di quello attuale e la sua prima proprietaria fu Ferendiz Hanım, figlia di Koca Mustafa Reşid Pascià. Ahmet Afif Pascià, genero di Ahmet Eyüp Pascià, fece demolire il palazzo acquistato da Ferendiz Hanım e fece costruire l'edificio attuale dall'architetto Alexandre Vallaury. Il figlio di Afif Pascià, Ali Fuat Bey, sposò Refia Sultan, figlia del sultano Abdülhamid II, e la coppia visse per qualche tempo in questo palazzo. La villa fu messa in vendita dopo che i membri della dinastia ottomana furono mandati in esilio e fu acquistata da Misbah Muhayyeş, un uomo d'affari di Beirut proprietario dell'hotel Pera Palas. La scrittrice Agatha Christie, che si recò più volte a Istanbul tra il 1926 e il 1932 e soggiornò al Pera Palas, soggiornò in questa villa come ospite di Misbah Muhayyeş. La villa fu affittata per un periodo come set cinematografico, e la prima serie locale Aşk-ı Memnu, trasmessa da TRT, fu girata da Halit Refiğ nella villa di Afif Pascià.
Dopo la morte di Misbah Muhayyeş, suo figlio Cemil Muhayyeş ereditò la villa, che era fatiscente a causa dell'incuria, e Kemal Uzan la acquistò nel 1983. Dopo questa data, l'interno e l'esterno della villa furono ristrutturati. Dopo la vendita agli Uzan, la villa, nota come la seconda più costosa di Istanbul, venne sequestrata dal Fondo di assicurazione dei depositi di risparmio in cambio dei debiti della Imar Bank del gruppo Uzan; tuttavia, pur essendo è stata messa in vendita più volte dal 2004, non è riuscita a trovare un acquirente per molto tempo.
 Quando è stata rimessa in vendita nel 2009, Suzan Sabancı Dinçer ha vinto la gara d'asta con un'offerta di 58 milioni di lire. L'attuale proprietaria della villa è Suzan Sabancı Dinçer. Il terreno dietro la villa, compresa la villa di Afif Pascià Mehtabiye nel boschetto, appartiene alla Fiba Holding.

## Architettura
Lo Yalı di Afif Pascià è un grande edificio noto per le sue torri a cihannüma. Ha un totale di quattro piani: un piano terra, due piani normali e un piano mansardato. Gli ingressi principali sono costituiti da scale tripartite disposte sulle facciate destra e sinistra.
Le stanze d'angolo sul fronte mare si estendono verso il mare con piccoli aggetti a 45 gradi. Sul lato terra sono state aggiunte altre due torri e, con i comignoli disposti nello stesso stile, l'aspetto del tetto dal lato mare ricorda l'architettura islamico-indiana. I prospetti delle altre tre facciate sono semplici.
La villa copre 3 700 m² e il boschetto sul lato opposto della strada è di 17 500 m². Nel boschetto ci sono padiglioni e stalle. Dopo l'allargamento della strada avvenuto dopo il 1950 la villa e il boschetto non sono più comunicanti.